# Agathon d'Alexandrie
Agathon d'Alexandrie est un  patriarche copte d'Alexandrie de 665 au 13 octobre 681